# Conrad Williams
Conrad Williams (Kingston, Jamaica, 20 de marzo de 1982) es un atleta nacido jamaicano nacionalizado británico, especialista en la prueba de 4 x 400 m, con la que llegó a ser subcampeón mundial en 2009.

## Carrera deportiva
En el Mundial de Berlín 2009 gana la medalla de plata en los relevos 4 x 400 metros, con un tiempo de 3:00.53 (mejor marca personal de este equipo británico), tras los estadounidenses y por delante de los australianos, siendo sus compañeros de equipo: Michael Bingham, Robert Tobin y Martyn Rooney.